# Гнедовский, Юрий Петрович
Ю́рий Петро́вич Гнедо́вский (3 июля 1930, Свердловск — 4 марта 2024, Москва) — советский и российский архитектор, народный архитектор Российской Федерации (2002), лауреат Государственной премии СССР (1991), лауреат премии Президента России в области литературы и искусства (2000), академик Российской академии архитектуры и строительных наук.
С 1993 года был президентом и почётным президентом Союза архитекторов России и первым президентом Международной ассоциации союзов архитекторов стран СНГ. Член Совета при Президенте Российской Федерации по культуре и искусству.

## Биография
Родился в семье русских интеллигентов. Отец — Пётр Е. Гнедовский и мать — В. К. Ванюкова работали инженерами-проектировщиками в области строительства промышленных и жилых зданий. Дед по линии матери — К. А. Ванюков — известный агроном. Дед по линии отца — православный священник, служил в Омске, на Дальнем Востоке, а в конце жизни — в Москве, в храме Всех Святых на Соколе.
В 1954 году окончил Московский архитектурный институт (МАРХИ). Ученик Игоря Рожина и Александра Великанова, научный руководитель — Алексей Душкин.
В 1962 году защитил кандидатскую диссертацию в Институте общественных зданий Академии архитектуры. Продолжил работу в НИИ общественных зданий в качестве старшего научного сотрудника, заведующего отделом.
Умер 4 марта 2024 года в возрасте 93 лет. Похоронен в Москве, на Троекуровском кладбище, в родственной могиле рядом с родителями и женой  , участок 4

## Постройки
- Кинотеатр «Электрон» в Зеленограде (1965, совместно с Ю. А. Дмитриевым и Р. Б. Мелкумяном)[2]

## Проекты
- Общественный центр в Нижнем Новгороде
- Дом культуры имени А. С. Серафимовича в Москве
- Театральный и коммерческий центр им. Вс. Мейерхольда
- Российский культурный центр на Краснохолмской набережной.
- Комплекс Театра на Таганке (Государственная премия СССР, 1991).
- Свиссотель Красные Холмы (2003—2005)

## Монографии
- «Кинотеатры с широким экраном» (1959)
- «Кинотеатры. Основы проектирования» (1968)
- «Архитектура общественных зданий» (1980)
- «Архитектура советского театра» (1986)
- «Концертные залы: типология» (1987)

Автор более 60 статей в архитектурных журналах.

## Премии и награды
- Орден «За заслуги перед Отечеством» IV степени (17 мая 2006 года) — за большой вклад в развитие отечественной архитектуры и градостроительства, многолетнюю творческую деятельность[3]
- Орден Почёта (18 декабря 1997 года) — за заслуги перед государством, многолетний добросовестный труд и большой вклад в укрепление дружбы и сотрудничества между народами[4]
- Народный архитектор Российской Федерации (28 октября 2002 года) — за большие заслуги в области искусства[5].
- Заслуженный архитектор РСФСР (1986)[6]
- Благодарность Президента Российской Федерации (4 июля 2000 года) — за большой вклад в развитие отечественной архитектуры и градостроительства[7]
- Государственная премия СССР (1991)
- Премия Президента Российской Федерации в области литературы и искусства 1999 года (17 февраля 2000 года)[8]
- Премия Правительства Москвы в области литературы и искусства (2005)
- Российская национальная премия в области архитектуры «Хрустальный Дедал» (2003)
- Диплом Всемирного архитектурного бьеннале в Софии
- Диплом I степени смотра лучших архитектурных произведений (1992—1994) на фестивале «Зодчество-94»
- Диплом за лучшую книгу по архитектуре (в рамках фестиваля «Зодчество-2001»)
- Медаль Союза польских архитекторов.
- Почётный член Американского института архитекторов, Королевского института архитекторов Ирландии, Союзов архитекторов Польши и Грузии.